# Общая алгебра
Общая алгебра (также абстрактная алгебра, высшая алгебра) — раздел математики, изучающий алгебраические системы (также иногда называемые алгебраическими структурами), такие как группы, кольца, поля, модули, решётки, а также отображения между такими структурами.

Перестановки Кубика Рубика образуют группу — центральное понятие в общей алгебре

Примерами алгебраических структур с бинарной операцией являются полугруппы, моноиды, группы, квазигруппы, полурешётки, с двумя бинарными операциями — кольца, почтикольца, поля, решётки. Более сложными примерами алгебраических структур являются модули над кольцами, векторные пространства, алгебры над кольцами, алгебры Ли. Особо изучаются тернарные алгебры, полиадические алгебры (например, полиадические группы), многосортные алгебры.
Для изучения структур используются общие методы и сходные понятия: для отображения между структурами вводятся понятия гомоморфизмов, изоморфизмов, автоморфизмов, для изучения внутреннего строения вводятся подсистемы (подгруппы, подкольца, подрешётки) и факторсистемы (факторгруппы, факторкольца, факторрешётки).
Наиболее общие для всех этих алгебраических систем свойства формализуются и изучаются специальным разделом общей алгебры — универсальной алгеброй. Теория категорий, также считающаяся разделом общей алгебры, изучает свойства алгебраических структур и соотношений между ними с использованием таких абстракций, как объекты, морфизмы, функторы, которые обобщают соответствующие понятия не только в алгебраических структурах, но и в топологии, логике, теории множеств.

## Разделы общей алгебры
Различные авторы включают в состав общей алгебры (высшей алгебры) следующие разделы математики:
- Гомологическая алгебра[1]
- Теория групп
  - Теория представлений
- Теория колец
  - Коммутативная алгебра
- Теория полей
  - Теория Галуа
- Теория категорий
- Теория решёток
- Универсальная алгебра

Идеи общей алгебры используются во многих областях математики. Особенно активно используют её методы алгебраическая геометрия, алгебраическая теория чисел и алгебраическая топология.